# Leonardo Diquigiovanni
Leonardo Diquigiovanni (Valdagno, 17 novembre 2004) è un hockeista su pista italiano, difensore dell'Hockey Club Valdagno.

## Carriera
Inizia la sua carriera nella città dove è cresciuto, Trissino: trascorre qui tutte le giovanili, ottenendo la maglia di titolare nella Nazionale giovanile e laureandosi vicecampione del mondo all'età di diciotto anni. 
Dopo due anni di esperienza con la prima squadra del Trissino, che milita nel massimo campionato di serie A1, disputa la stagione sportiva 2022-2023 con la squadra vicentina Sandrigo. Durante la stessa stagione, disputa il campionato mondiale a San Juan, in Argentina, dove con la nazionale italiana si classifica al secondo posto, battendo il Portogallo in semifinale per 6-3, segnando l'ultimo gol italiano a pochi secondi dalla fine della partita. Nella stagione sportiva 2023-2024 gioca nella squadra del Valdagno con la maglia numero 7.